# Ludwig Persius

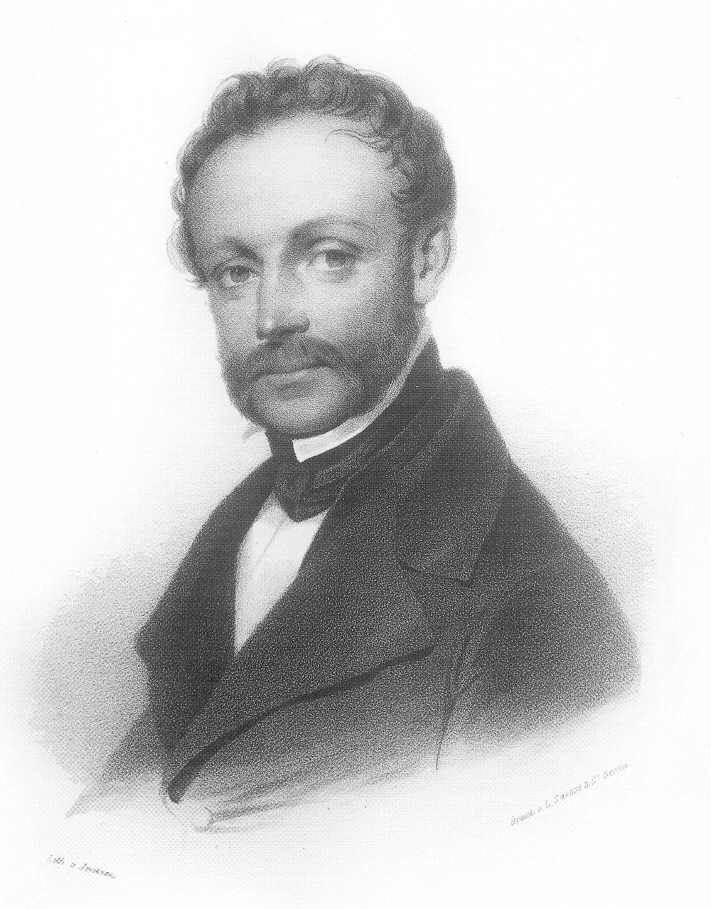
Ludwig Persius, um 1840, gezeichnet von Friedrich Jentzen

Friedrich Ludwig Persius (* 15. Februar 1803 in Potsdam; † 12. Juli 1845 ebenda) war ein preußischer Architekt und Schüler von Karl Friedrich Schinkel.
Persius assistierte Schinkel unter anderem beim Bau von Schloss Charlottenhof und den Römischen Bädern im Park Sanssouci in Potsdam. Des Weiteren war er am Bau der Großen Fontaine (vor dem Schloss Sanssouci), der Friedenskirche, der Orangerie und des Normannischen Turmes (auf dem Ruinenberg, gegenüber Schloss Sanssouci) beteiligt.

## Leben
Ludwig Persius, ein Sohn des Kaufmanns Christian Friedrich Persius (1743–1811) und seiner Ehefrau Maria Regina Koch, wurde im Palmiroschen Haus am Alten Markt 12 in Potsdam geboren. Er besuchte die örtliche Bürgerschule und das Gymnasium. Von 1817 bis 1819 war er Mitarbeiter des Bauinspektors Gotthilf Hecker; er schrieb sich ins Zimmerergewerk ein. 1819 begann er eine Feldmesserausbildung an der Bauakademie in Berlin und legte im März 1821 die Feldmesserprüfung ab. Ab 1821 arbeitete Persius als Baukondukteur in Potsdam, unter anderem unter Karl Friedrich Schinkel beim Bau von Schloss und Kirche auf den Gütern des Grafen Potocki bei Krakau. 1824 wurde er Mitglied im Architektenverein zu Berlin. In Schloss Glienicke war er als bauausführender Architekt unter Schinkel tätig. 1826 legte er die Baumeisterprüfung an der Bauakademie in Berlin ab und wurde Baukondukteur in Charlottenhof.
1827 heiratete Persius Pauline Sello (1808–1883), Schwester von Hermann Ludwig Sello aus der berühmten Gärtnerfamilie Sello. Aus dieser Ehe gingen die Töchter Elisabeth (1829–80) und Marie (1834–47), sowie die Söhne Ludwig Paul (1832–1902), Reinhold (1835–1912), Conrad (1836–1903) und Felix (1842–1885) hervor.
1829 wurde er Bauinspektor bei der Königlichen Regierung in Potsdam. 1833 erfolgte sein erster selbständiger Bau: Er baute die Kunstmühlen (nahe den Römischen Bädern) zu einem Wohnhaus für den Gärtner Handmann um. 1834 wurde er königlicher Hofbauinspektor.
1840 unternahm er eine Rheinreise, die ihn unter anderem nach Heidelberg und Bacharach sowie zum Schloss Stolzenfels und zur Festung Ehrenbreitstein brachte. 1841 reiste er nach Paris, wobei er auch München, Straßburg, Andernach, Rolandseck, Bad Godesberg und Köln besuchte. 1842 unternahm er erneut eine Reise: Lehnin, Chorin, Halle und bis nach Erfurt.

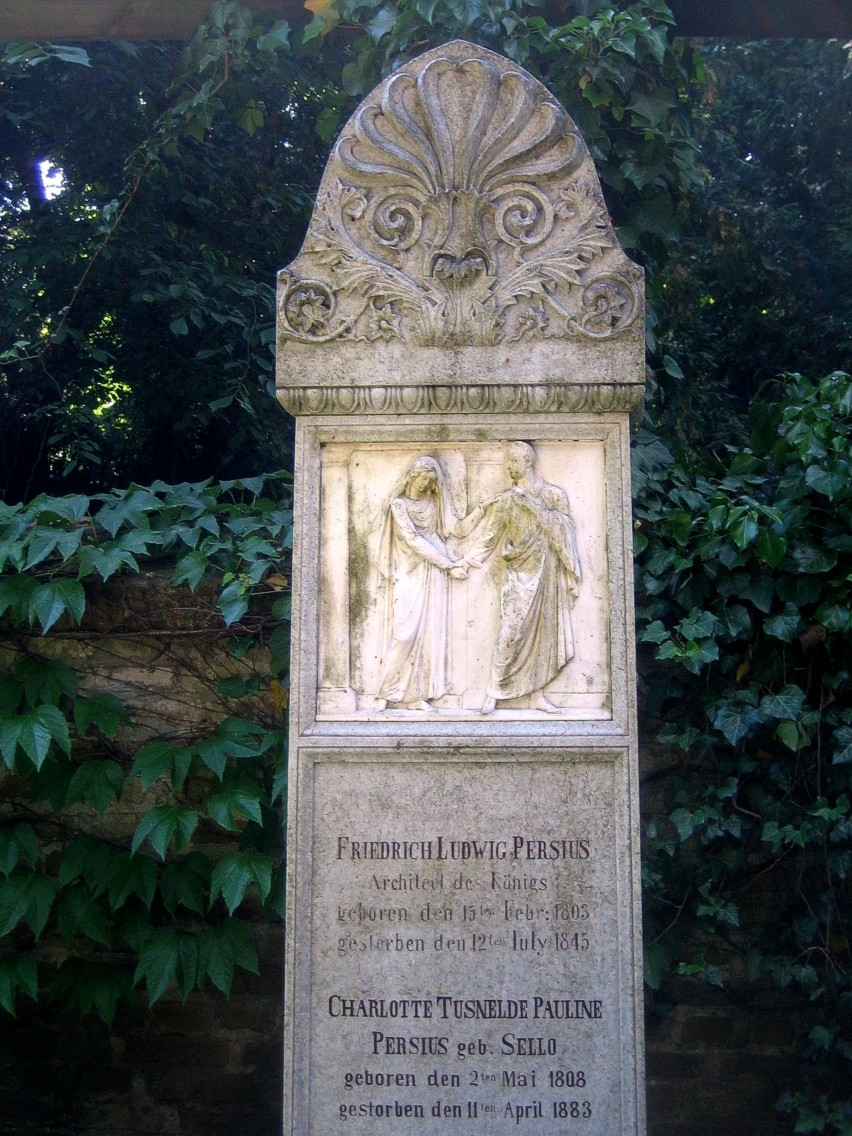
Die Grabstele auf dem Friedhof von Bornstedt bei Potsdam

1841 ernannte Friedrich Wilhelm IV. Persius zu seinem Hofarchitekten. 1842 wurde er königlicher Baurat und Mitglied der Oberbaudirektion. 1843/44 war Persius unter anderem auch für Fürst Pückler-Muskau tätig.
1843 führte ihn erneut eine Reise an den Rhein (einschließlich Bingen, Bad Godesberg und Trier). 1844 reiste er nach Bad Muskau und nach Holland. 1845 unternahm er eine Reise nach Italien: via Nîmes, Marseille und Genua, nach Rom, Neapel, Vicenza, Padua, Venedig und Verona.
1845 wurde Persius rückwirkend zum 12. Oktober 1842 zum Oberbaurat ernannt. Am 12. Juli 1845 starb er und wurde auf dem Friedhof der Familienstiftung Hermann Sello, einem Teil des Bornstedter Friedhofs bei Potsdam, beigesetzt.

## Werke

### Bauten in Zusammenarbeit mit Schinkel
- 1821, Schloss und Kirche auf den Gütern des Grafen Potocki bei Krakau
- 1829–32, Gärtnerhaus im Park von Sanssouci bei den Römischen Bädern

### Bauwerke (erhalten)

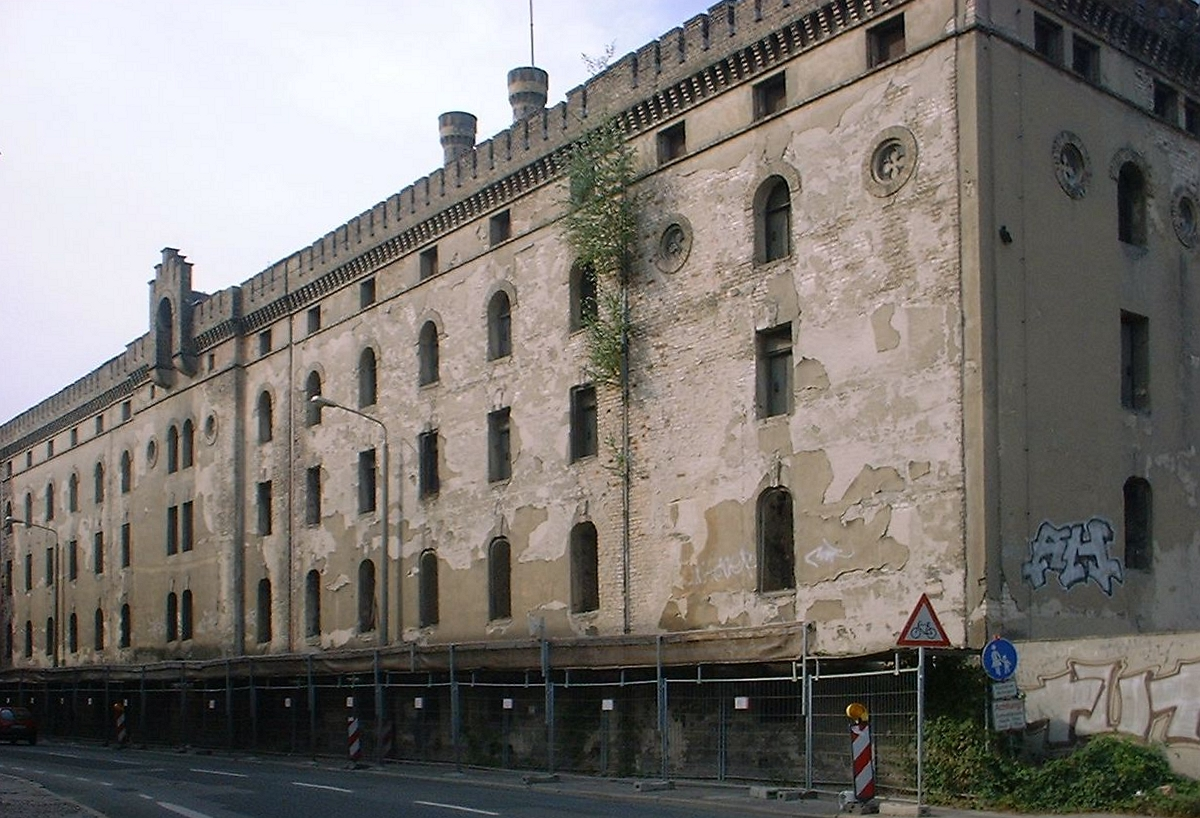
Körnermagazin in Potsdam

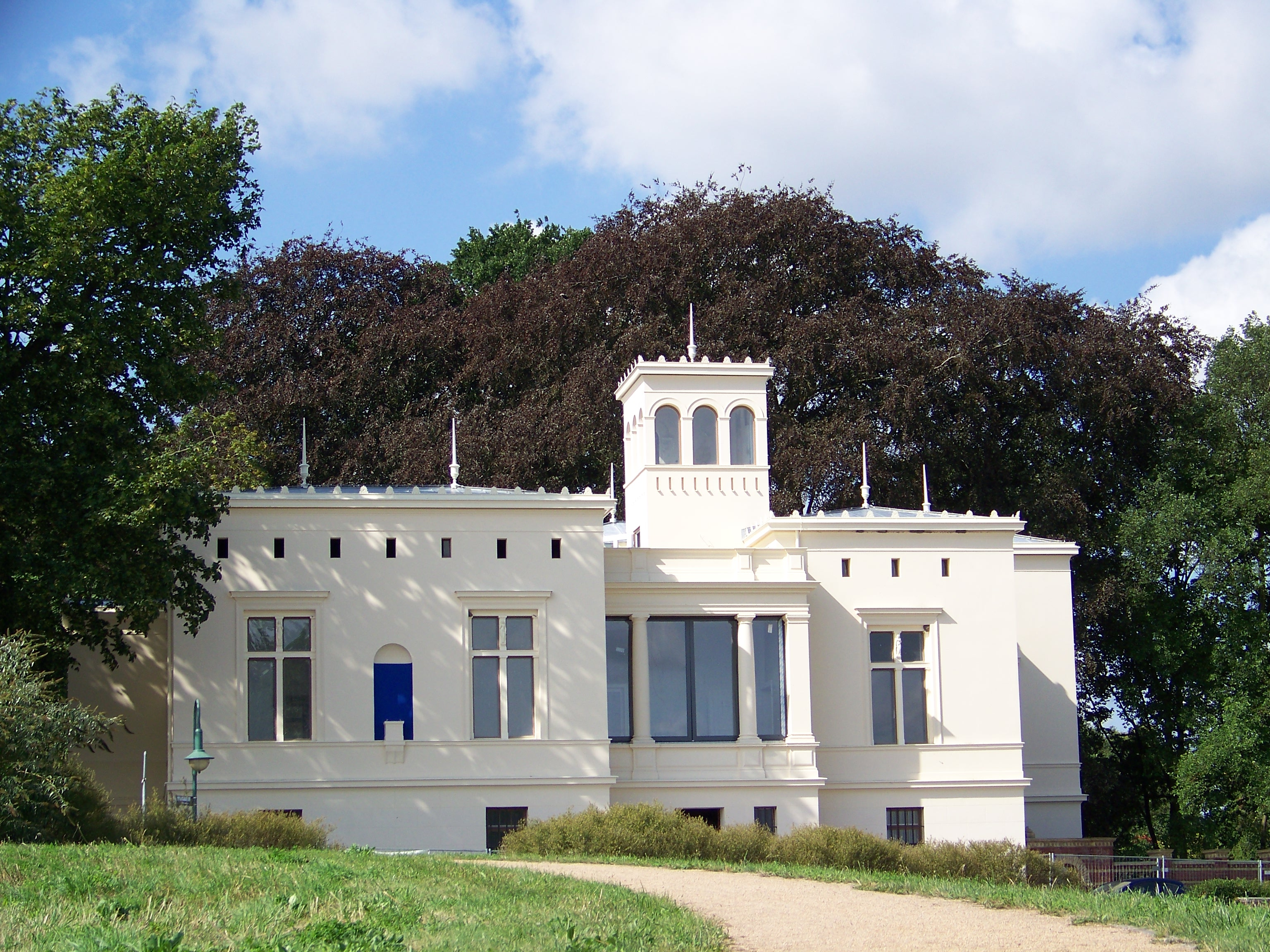
Villa Schöningen

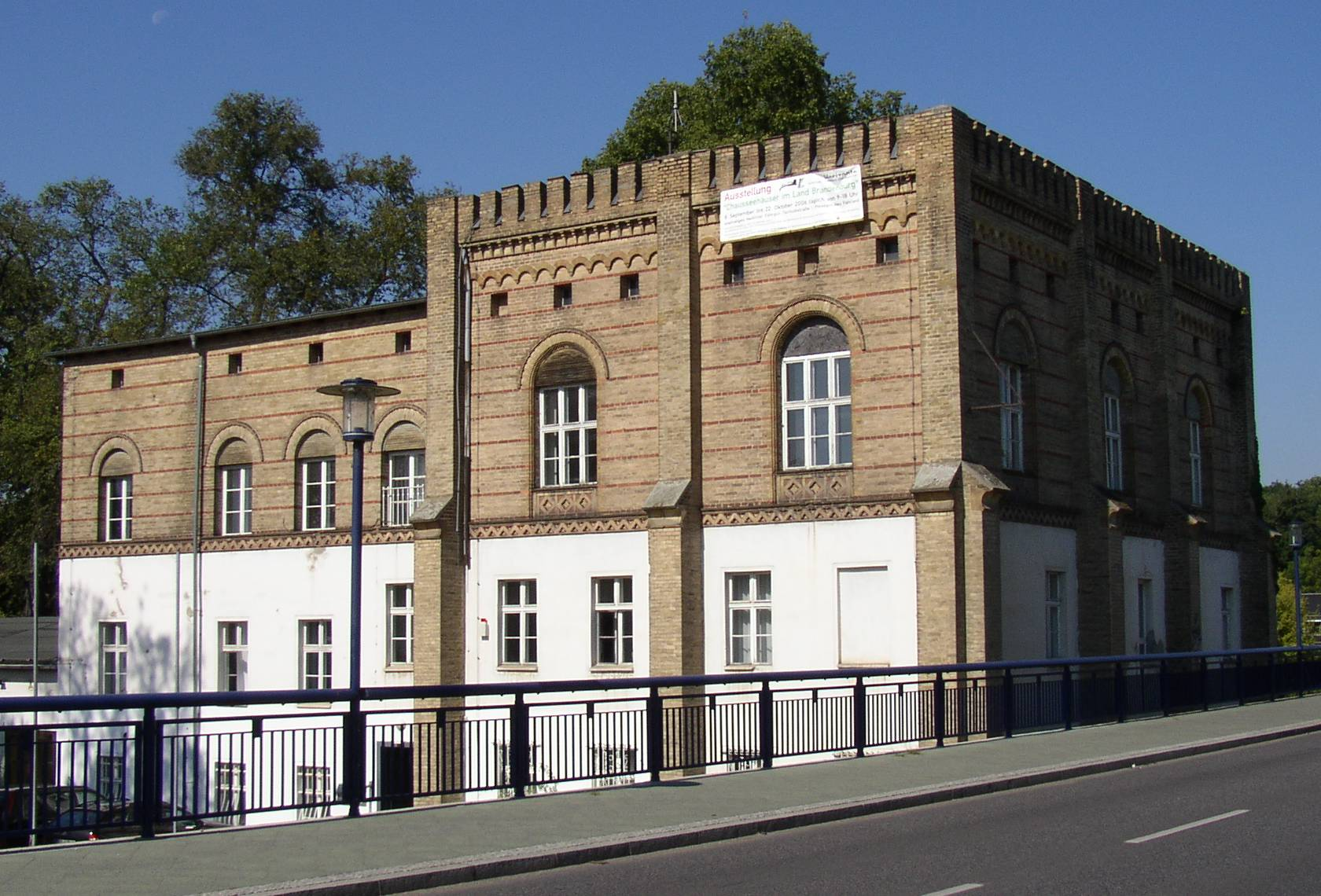
Nedlitzer Fährgut

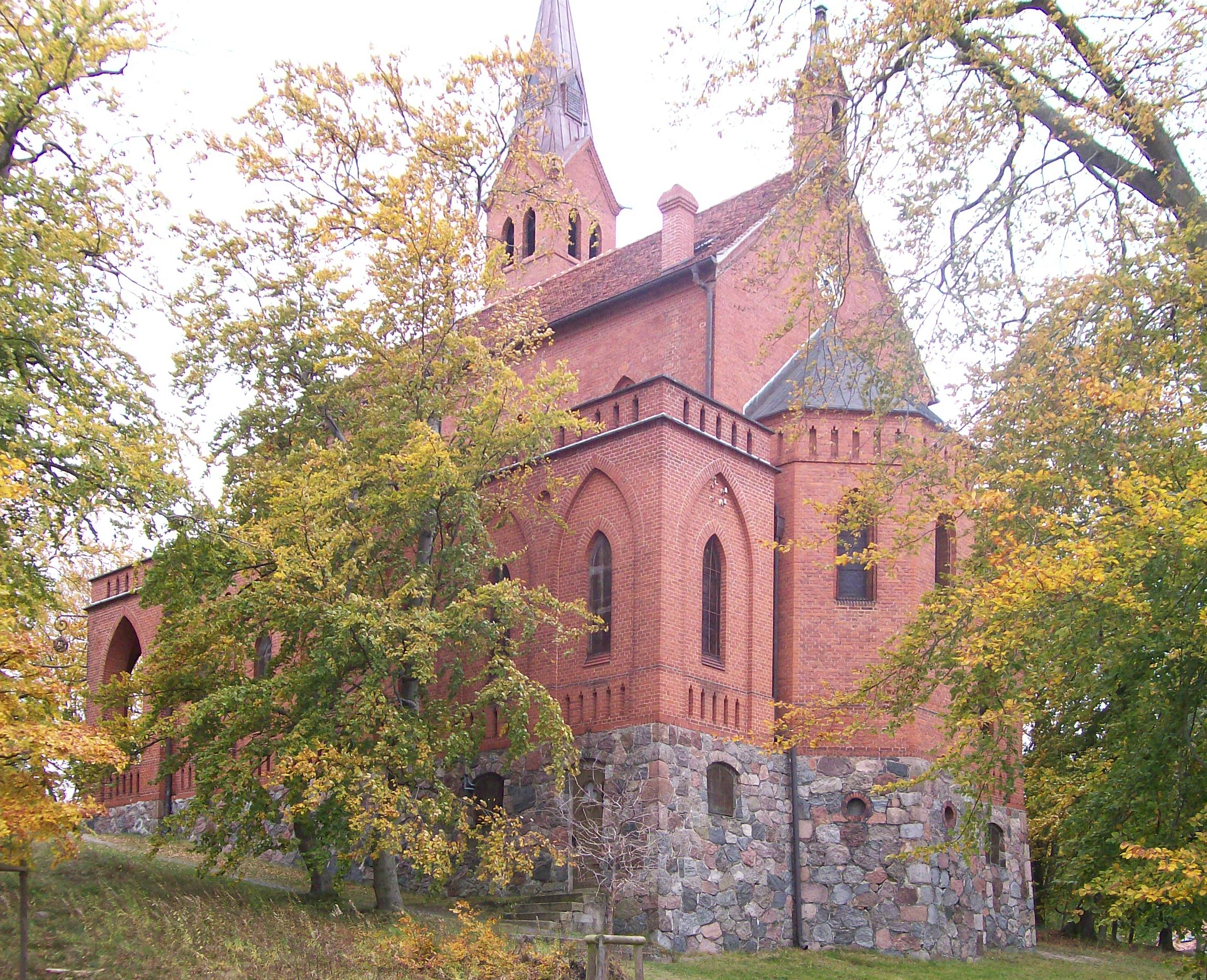
Kirche im Walde in Heringsdorf

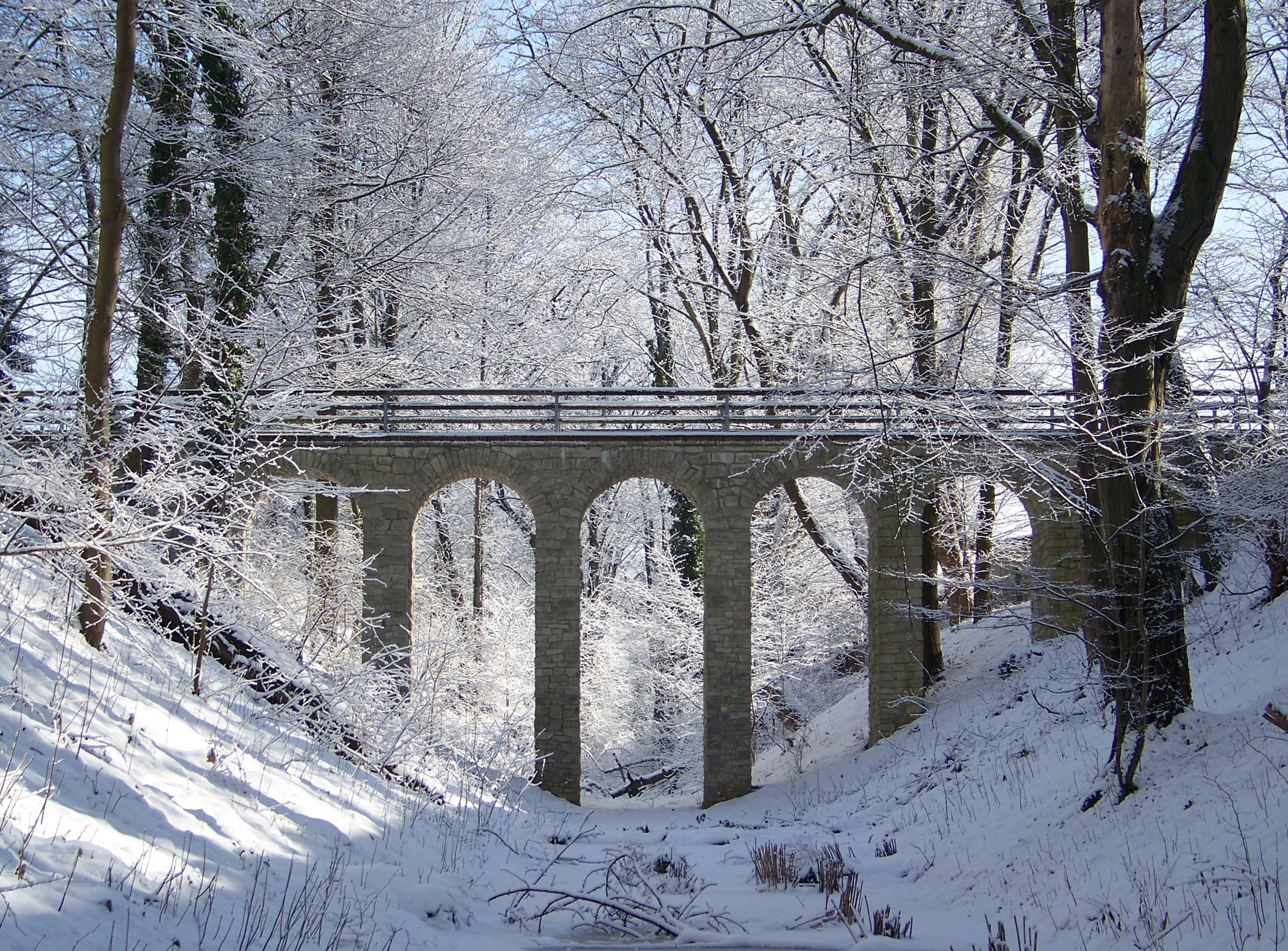
Die Teufelsgrabenbrücke in Potsdam

- 1833, Wohnhaus Handmann im Park von Sanssouci bei den Römischen Bädern
- 1834/35, Fähr- und Fischerhaus Uetz (in Uetz-Paaren, bei Potsdam)
- 1837/38, Gutshaus derer von Schierstedt in Gräben-Dahlen
- 1838/39, Gärtner- und Maschinenhaus, Teufelsbrücke sowie die Orangerie und Treibhäuser im Park Glienicke (in Berlin-Wannsee)
- 1840, Stibadium im Park Glienicke (in Berlin-Wannsee)
- 1840/41, Entenfang-Etablissement beim Wildpark Potsdam (in Geltow, Gemeinde Schwielowsee) sowie Umbau der Seitenflügel des Schlosses Sanssouci
- 1840–1842, Umbau des Schlosses Glienicke (in Berlin-Wannsee)
- 1841, Prinzliche Unterförsterei Moorlake (in Berlin-Wannsee); erste Entwürfe für die Friedenskirche (1844 ausgeführt)
- 1841/42, Hirschtor im Park Glienicke; erstes, zweites und drittes Förster-Etablissement und das Hegemeisterhaus im Wildpark; Entwürfe für die Kuppel der Kirche St. Nikolai (1850 ausgeführt)
- 1841–1843, Umbau des Königlichen Zivilkabinetthauses (in Potsdam, Allee nach Sanssouci 6); Hofgärtnerhaus Sello (heute: Villa Kache, in Potsdam, Maulbeerallee 2); Dampfmaschinenhaus für Sanssouci (in Potsdam, Breite Straße 28); Dampfmahlmühle der ehemaligen Preußischen Seehandlung (in Potsdam, Zeppelinstraße 136, seit 2016 Standort des ersten Beruflichen Trainingszentrums in Potsdam für Menschen mit psychischen Behinderungen)
- 1841–1844, Heilandskirche und Römische Bank in Potsdam-Sacrow (Krampnitzer Straße 9); Fontänen und Kleinarchitekturen im Park Sanssouci; Atrium und Pergola im Paradiesgärtlein (bis 1848 ausgeführt; Maulbeerallee, heute Teil des Botanischen Gartens der Universität Potsdam)
- 1842, nördliche Anbauten der Bildergalerie sowie Umbau der Neuen Kammern (westlich des Schlosses Sanssouci); Entwurf der Exedra auf dem Ruinenberg (1843/44 ausgeführt)
- 1842–44, Fasanerie Charlottenhof (in Potsdam, Geschwister-Scholl-Straße 36)
- 1842/43, Entwurf für das Körnermagazin auf dem Gelände des Proviantamtes (in Potsdam, Leipziger Straße 7/8); Jägertor im Park Glienicke (in Berlin-Wannsee)
- 1843, Matrosenhaus im Schweizerstil im Park Glienicke (in Berlin-Wannsee); Entwurf für die Villa Tieck (1845/46 ausgeführt; in Potsdam, Schopenhauerstraße 24); Entwurf für das Wohnhaus Ahok (1845 ausgeführt; in Potsdam, Weinbergstraße 9); Pläne für den Umbau der Villa Illaire (ehemals Wohnhaus des Hofgärtners Voss; bis 1846 ausgeführt)
- 1843/44, Wohnhaus Brandt (in Potsdam, Zeppelinstraße 189); Orangerie im Fürst-Pückler-Park in Bad Muskau; Viadukt in Potsdam-Bornstedt (Teufelsgrabenbrücke über den Bornstedter Durchstich); Predigerhaus in Lehnin; Umbau und Aufstockung der Meierei im Neuen Garten
- 1843–1845, Erweiterung des Schlosses Babelsberg; Maschinenhaus und Pförtnerhaus in Potsdam-Babelsberg; Villa Tiedke (in Potsdam, Reiterweg 1); Villa Schöningen (in Potsdam, Berliner Straße 86)
- 1844, Entwürfe für Schloss Lindstedt (verändert ausgeführt; in Potsdam); Entwurf für den Normannischen Turm auf dem Ruinenberg (1845 unter Hofbaurat Ferdinand von Arnim ausgeführt); Entwurf für das Nedlitzer Fährgutshaus (in Potsdam-Neu Fahrland, Tschudistraße 1); Ökonomiegehöft Bornim (erhalten ist nur der Turm; in Potsdam, Max-Eyth-Allee); Wohnhaus des Tischlermeisters Rietz (in Potsdam-Bornstedt, Ribbeckstraße 22); Entwurf der Kirche in Saarmund (1846–48 ausgeführt)
- 1844–1846 Bau der Villa Tiedke (in Potsdam, Reiterweg 1)
- 1844/45, Umbau der Loge Minerva  (in Potsdam, Kiezstraße 10)
- 1845, Wirtschaftshof im Park Glienicke (in Berlin-Wannsee); Entwurf für die Kirche im Walde in Heringsdorf (1846–48 ausgeführt); Entwurf des Krankenhauses Bethanien in Berlin, ausgeführt bis 1847 nach Plänen von Theodor August Stein und Friedrich August Stüler

### Bauwerke (nicht erhalten)
- 1835–39, Villa Jacobs (nach Brand 1981 abgerissen, 2006–08 auf erhaltenem Fundament rekonstruiert)
- 1837, Villa Persius (zerstört im Zweiten Weltkrieg, 2014 in der historischen Kubatur wieder aufgebaut)
- 1837, Stallgebäude (Schweizerhaus) an der Historischen Mühle im Park Sanssouci
- 1842, Laufbrücke über den Potsdamer Stadtkanal
- 1842/43, Dampfschneidemühle Kneib
- 1842/43, Zuckersiederei Jacobs
- 1844, Planung der Nedlitzer Nordbrücke (1853/54 ausgeführt von Carl Ferdinand Busse, 2001 trotz Denkmalschutz abgerissen)
- 1844, Umbau des Sacrower Fährpächterhauses zum Wirtshaus „Zum Doktor Faust“ in Potsdam-Sacrow (1961 bei Anlage der Grenzsperranlagen abgerissen)
- 1845–51, Umbau des Palastes Barberini, ausgeführt durch Ludwig Ferdinand Hesse (nach Zerstörung im Zweiten Weltkrieg bis 2016 rekonstruiert)